# Anomala fergussonensis
Anomala fergussonensis är en skalbaggsart som beskrevs av Carsten Zorn 2006. Anomala fergussonensis ingår i släktet Anomala och familjen Rutelidae. Inga underarter finns listade i Catalogue of Life.